# Chase Utley
Chase Cameron Utley (Pasadena, California, 17 de diciembre de 1978) es un exbeisbolista estadounidense. Su último equipo fue Los Angeles Dodgers y su posición habitual era segunda base. Se retiró el 21 de junio de 2019 en el estadio de los Phillies en un emotivo homenaje. Fue despedido como un gran ídolo por los fanáticos de Philadelphia. 

## Trayectoria
Inició su carrera profesional con los Philadelphia Phillies el año 2003 con un porcentaje de bateo de .239 en 43 juegos. En 2006 su ofensiva mejoró a .309 y obtuvo el primer lugar en carreras anotadas en la Liga Nacional (131). La temporada de 2007 terminó con .332 a la ofensiva ubicándose en el segundo lugar de la liga en este apartado. Asimismo, junto a su equipo se adjudicó la Serie Mundial de 2008 frente a los Tampa Bay Rays. También participó en el clásico de otoño de 2009 frente a los New York Yankees donde resaltaron sus cinco cuadrangulares en toda la serie, empatando el récord de Reggie Jackson de 1977. Fue el líder del equipo junto a Jimmy Rollins y Ryan Howard, logrando ganar cinco veces la División Este de la Liga Nacional, desde 2007 a 2011.
Fue cambiado en agosto de 2015 a Los Angeles Dodgers por dos jugadores de ligas menores.